# کوکتل مولوتف (فیلم ۱۴۰۲)
کوکتل مولوتف فیلمی ایرانی در ژانر کمدی محصول ۱۴۰۲ به کارگردانی حسین امیری دوماری و نویسندگی احمد رفیع‌زاده است. داستان این فیلم در دهه ۱۳۵۰ جریان دارد، این فیلم از ۱۵ اسفند ۱۴۰۳ اکران شد.

## بازیگران
- امین حیایی در نقش: پرویز
- احمد مهرانفر در نقش: سیروس
- پژمان جمشیدی در نقش: ماشالله محجوب
- ستاره پسیانی در نقش: ژاله محجوب/همسر پرویز
- یکتا ناصر در نقش: فیروزه (معشوقه سیروس)
- نیلوفر کوخانی در نقش خواهر پرویز
- سیاوش چراغی پور در نقش: اردشیرخان (ساواکی)
- علیرضا استادی در نقش مسئول چاپ
- کمند امیرسلیمانی در نقش مسئول جایزه
- علی مشهدی در نقش مامور
- سعید امیر سلیمانی در نقش انوری
- مهدی هاشمی در نقش راوی
- شادی خلیلی
- محمد نیکبخت
- یاسر امیری
- میلاد آرمند
- مهرداد فتحی
- علیرضا حیاتی
- سینا غفاری
- مهدی ذاکر
- کاوه مرحمتی
- سعید عظیمی

## داستان
پرویز (امین حیایی) عاشق ژاله (ستاره پسیانی) است و آرزو دارد که بچه‌های زیادی بیاورد و عاشق خانواده است اما پدر ژاله، محجوب (پژمان جمشیدی) با ازدواج این دو نفر مخالف است چرا که قصد موج سواری در جریان انقلاب دارد و شغل پرویز را برخلاف انقلاب می‌داند. در این بین پرویز که از شدت بی‌پولی در مسابقه بخت آزمایی شرکت کرده، برنده مسابقه می‌شود اما…